# Chikitukus
El conjunto folclórico Los Chikitukus de Chuschi se constituye el año 1987 como un emblema folclórico del distrito de Chuschi e interpreta la música autóctona y andina llamada Chimaycha antes conocido como "Qesara" o "Pukllay”, una expresión fidedigna con mensajes y contenidos sobre la cosmovisión del mundo andino, el amor, desamor y el sufrimiento en los contextos socio-políticos y culturales. El Chimaycha se canta y encanta - como en las comunidades vecinas de la cuenca del Río Pampas - al compás de la wihuyla o chinlili (mini guitarra fabricado en Chuschi) durante sus vivencias milenarias y agrofestivas como los cumpleaños, el matrimonio, los festejos rituales y sociales del pueblo, el “vida michiy”, fiestas patrias y el yarqa aspiy o fiesta del agua principalmente.
Los Chikitukus es una integración dinámica y pertinente de jóvenes y señoritas, hijos natos chuschinos, identificados con la expresión viva y sentimental del histórico pueblo de Chuschi, tal vez considerados por muchos como pioneros de la música Chimaycha por la difusión viva y constante.
Han grabado varios volúmenes en situaciones difíciles de las décadas 80’ y 90’ de los cuales destacan las producciones “Vida Michi” y “Carnaval Mañoso” que estarán circulando próximamente en el formato CD; el 30 de agosto de 2008 lanzaron al mercado discográfico su primer DVD de la producción “Vida Michi” donde rescatán bellos parajes de Chuschi, vestimenta, bailes y costumbres (Ver video). Los Chikitukus gozan de la preferencia de los mismos Chuschinos y también de otros pueblos andinos del Perú profundo que no es una nación en el mundo, sino un Estado multicultural, plurilingüe, multiétnico y multinacional.
El compromiso del conjunto folklórico “Los Chikitukus” de Chuschi, es la recuperación y fortalecimiento de las costumbres tradicionales, principalmente el canto y la música del distrito de Chuschi y otras comunidades andino-campesinas vinculadas a sus actividades cíclicas, rituales y agrofestivas que pueden poseer los soportes antropológicos y pedagógicos con enfoques interculturales.

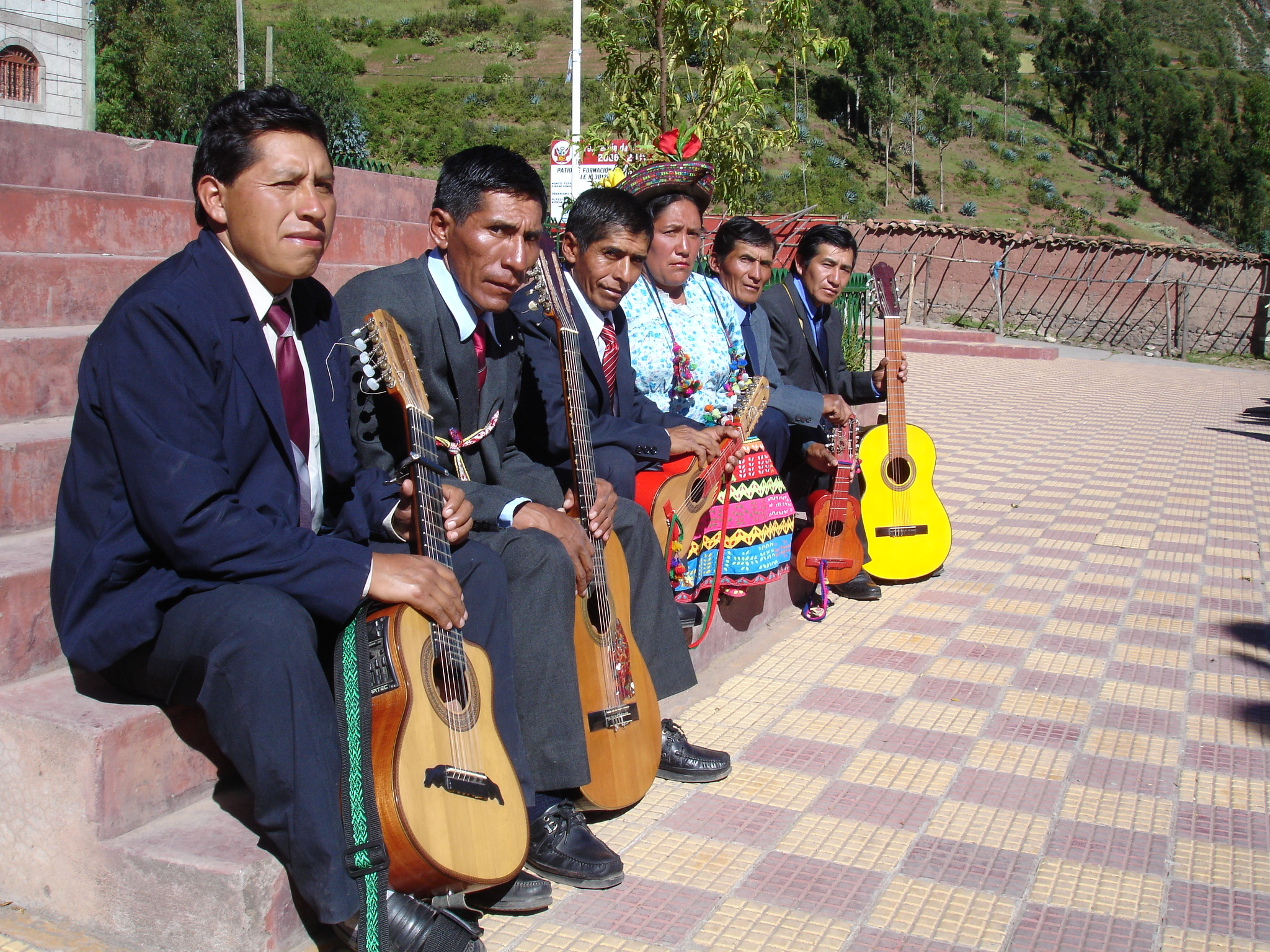
Los Chikitukus de Chuschi.

## Actuales integrantes
- Carmen Rosa Minas Quispe (Vocalista principal y coros)

- Marcos Tucno Rocha (Guitarra y bajo)

- Teodulfo Pacotaipe Huaycha (Voz - chinlili)

- Juan Huaycha Rocha (Chinlili)

- Julio Dueñas Ccorahua (Chinlili)

- Guillermo Allcca Juan de Dios (Guitarra)

## Significado del nombre
“Chikitukus” es un término compuesto: “Chiki” calificativo maligno “Tuku” búho o lechuza, ave nocturna considerado malagüero que anuncia la muerte. Significa una expresión de sentimiento del pueblo durante la violencia socio-político.

## Chimaycha
“Chimaycha”, es un wayno campesino, género rural autóctono muy arraigado en CHUSCHI y lugares aledaños que conforman la cuenca del río Pampas, de ritmo contagioso, lleno de mensajes sentidos; con frecuencia recoge y describe acontecimientos coyunturales y de carácter amoroso. De acuerdo a testimonios de chuschinos mayores, inicialmente a este género se le conocía como "Qisara" o "Pukllay", el término "Chimaycha" corresponde a las canciones que se cantan en sus lugares de origen donde se crean los géneros, tal como lo denominan, también, en la región de Ancash, donde también existe la denominación de "chimaichi".

## Chinlili
Denominación que se le da al instrumento de cuerdas que tiene forma de guitarra, pero en una versión más pequeña. Su fabricación se realiza en la misma zona usando madera que se extrae del Chachas o árboles similares para que su construcción sea manejable.
El Chinlili, está presente en todo acontecimiento social y festivo ejecutado únicamente por varones, tiene ocho cuerdas afinadas a los siguientes tonos relativos: E, B, G, D, B, G. La cuarta cuerda (seca) a menudo se dobla por octavas.

## Harawi
Harawi Chuschino, es un canto místico a capella, interpretado por grupo de mujeres. Se entona en honor a los recién casados, en actividades agrofestivas y en la construcción de viviendas por la algarabía de contar con un techo. Muchos estudiosos concuerdan que el mestizaje del Harawi, dio lugar al yaraví.